# Kawasaki KAT-1
O Kawasaki KAT-1 foi um avião de instrução japonês fabricado pela Companhia Aeroespacial Kawasaki na década de 1950, para competir num concurso da Força Aérea de Autodefesa do Japão, que tinha como objetivo eleger um novo instrutor para a força aérea japonesa, no entanto, o projeto não teve êxito e só dois protótipos foram produzidos.

## História
O KAT-1 foi projetado para ser o instrutor primário da Força Aérea de Autodefesa do Japão, tendo competido num concurso contra o Beechcraft T-34 Mentor, que foi construído sob licença no Japão pela companhia Fuji. O KAT-1 tem muito em comum com o seu contemporâneo de Kawasaki, o KAL-2, tanto no desenho como nos componentes compartilhados. A principal diferença entre as duas aeronaves é a capacidade e o alojamento; o KAL-2 possui capacidade para até cinco pessoas em duas fileiras numa cabina larga, enquanto que o KAT-1 possui dois assentos em tandem, um atrás do outro, sob vidros mais baixos e estreitos.
O KAT-1 é um monoplano de asa baixa em consola. A sua asa é de planta trapezoidal com as pontas afiadas, construída a partir de duas barras metálicas e pele de alumínio reforçado. Dentro dos ailerões, que estão cobertos com tecido têxtil sobre caixilhos em liga de alumínio e massa apropriada, há flapes divididos que são acionados hidraulicamente. A cauda horizontal, montada na parte superior da fuselagem, também é reta com as pontas afiadas, mas o estabilizador vertical e o leme são mais arredondados, com um longo filete dorsal que se estende até a parte traseira dos vidros da cabina. Todas as superfícies traseiras possuem caixilhos em liga e revestimentos em material têxtil. O leme e o profundor estão equilibrados tanto estaticamente, como de forma aerodinâmica, e carregam os compensadores.
A fuselagem do KAT-1 é do tipo semimonocoque em liga metálica reforçada, com um motor Lycoming O-435 de seis cilindros instalado na ponta, com uma hélice de passo variável e duas lâminas. O estudante e o instrutor ocupam as cabinas em conjunto, que são equipadas com controlos duplos nas secções corrediças individuais nos vidros contínuos. O KAT-1 possui um trem de aterragem triciclo do tipo retrátil com amortecedores óleo-pneumáticos e travões hidráulicos.
Foram produzidos dois protótipos e ambos voaram. No entanto, o Beech Mentor venceu a competição, e foi escolhido como o instrutor primário da Força Aérea de Autodefesa do Japão. Isto marcou o fim do projeto, embora o primeiro protótipo tenha sido utilizado pela Força Terrestre de Autodefesa do Japão durante um curto período de tempo.
Atualmente, o primeiro protótipo JA3084 encontra-se exposto no Museu Aeroespacial de Kakamigahara.